# سوپور
سوپور (به انگلیسی: Sopore) یک منطقهٔ مسکونی در هند است که در بخش باره موله واقع شده‌است. سوپور ۱۱۸٬۶۰۸ نفر جمعیت دارد.